# Bräkne-Hoby
Bräkne-Hoby – miejscowość (tätort) położona na terenie gminy Ronneby w regionie administracyjnym Blekinge w południowej Szwecji. 

## Opis
Miejscowość leży w środkowej części obszaru historycznej krainy Blekinge, której granice pokrywają się z granicami obecnego regionu administracyjnego Blekinge. W pobliżu przebiega międzynarodowa droga samochodowa, trasa E22 łącząca na tym odcinku miejscowości Ronneby i Karlshamn. Pobliskie wybrzeże z archipelagiem, częściowo znajduje się na obszarze podlegającym ochronie przyrody.
W Bräkne-Hoby zlokalizowane jest centrum kultury z uniwersytetem ludowym, zespołem szkół i archiwum regionalnym. Poza tym w miejscowości działa remiza strażacka i nowoczesne przedsiębiorstwa, m.in. branży przemysłu drzewnego. Kościół w miejscowości zbudowany został w XIX wieku. Liczba mieszkańców na koniec 2015 roku wynosiła 1708 osób.